# Syrovátka
Syrovátka település Csehországban, a Hradec Králové-i járásban. Syrovátka Lhota pod Libčany, Osice, Osičky, Roudnice és Dobřenice településekkel határos. Lakosainak száma 455 fő (2024. január 1.).

## Népesség
A település lakosságának változását az alábbi diagram mutatja:
| Lakosok száma | 354  | 384  | 346  | 372  | 387  | 383  | 422  | 429  | 438  | 455  |
|               | 1869 | 1890 | 1921 | 1950 | 1980 | 2001 | 2017 | 2019 | 2022 | 2024 |